# Fabián Delgado
Fabián Delgado, (Montevideo, 3 de diciembre de 1966) también conocido como Fata Delgado, es un cantante, compositor, empresario, presentador de televisión y productor discográfico uruguayo.

## Biografía
Estudió peluquería y ejerció esa profesión. Fue parte del grupo de carnaval uruguayo «Los Carlitos» a los 21 años, al que entró por casting. Fue cantante de Karibe con K, grupo de música tropical uruguayo originado en Montevideo. Fundado en mayo de 1989, creado por Eduardo Ribero, fallecido el 2 de enero de 2008, fue una de las orquestas más populares de todos los tiempos en Uruguay. Es productor y director de la banda Los Fatales, con los que ha obtenido el Disco de Oro, Platino y doble Platino.
Con canciones populares como «Pizza Muzzarella», «Comadre, compadre» y «Bicho Bicho». Es creador del espectáculo «Fatales para Niños», espectáculo infantil desde el 2000.
Conductor televisivo de "El que no está se embroma" y "Sábados Fatales" un programa musical.
En noviembre de 2016, graba con el arquero uruguayo de Club Rosario Central, Sebastián Sosa, el tema Pa´elante del álbum Otra calle. Desde diciembre de 2020 participa del concurso televisivo Poné Play, emitido por Teledoce. En febrero de 2022 fue confirmado como juez e investigador del concurso de talentos ¿Quién es la máscara?.

## Vida privada
Está casado con Isabel López y son padres de María Victoria y Felipe.

## Discografía
- 1996, Masculino Femenino
- 1997, Capitanes de la alegría
- 1998, Atracción fatal (Pizza Muzzarella)
- 1999, Exportando alegría
- 1999, Revolución fatal (Sondor, Uruguay y Edel Music, Argentina)
- 2000, Que moustros
- 2001, Grandes éxitos (Bicho Bicho) (Sony Music, Argentina)
- 2002, Grandes éxitos (Sondor, Uruguay)
- 2003, La abuelita
- 2004, Segunda revolución
- 2005, Gaucho latino
- 2010, Fata les canta (Milideas Record)
- 2011, Alegría (Milideas Record)
- 2012, Los Fatales disco blanco (Milideas Record, Distribución MMG)
- 2014, Los Fatales en vivo (DVD + CD, grabado del ciclo autores en vivo AGADU, Edición MMG)
- 2016, Otra calle (Bizarro Records).[9]